# Shayne Gostisbehere
Shayne Gostisbehere (* 20. dubna 1993, Pembroke Pines, Florida) je americký hokejový obránce hrající v severoamerické National Hockey League (NHL) za tým Carolina Hurricanes.

## Hráčská kariéra
Gostisbehera si na Vstupním draftu NHL 2012 vybral ve 3. kole ze 78. pozice celkově tým Philadelphia Flyers.
Předtím hrával na vysokoškolské úrovni v konferenci ECAC Hockey spadající pod National Collegiate Athletic Association (NCAA), kde oblékal dres mužstva Union Dutchmen. V jeho už posledním juniorském roce, byl za vynikající výkony odměněn výběrem do prvního týmu v ECAC Hockey. S týmem získal v roce 2014 národní titul a byl vyzdvihován za skvělý výkon v utkání s Minnesotou Golden Gophers, kde si připsal 3 asistence a v hodnocení plus/minus měl při výhře 7:4 skvělé číslo +7.
Dne 15. dubna 2014 podepsal Gostisbehere jako volný hráč s vedením Philadelphie dvoucestnou smlouvu. Nicméně, v následujícím ročníku 2014/15 odehrál z Flyers jen 2 utkání než byl poslán do farmářského mužstva v American Hockey League (AHL).
Gostisbehere udělal na vedení Flyers dojem během tréninkového kempu, který předcházel sezóně 2015/16, avšak nakonec byl poslán zpět do týmu Phantoms. Měsíc po zahájení nové sezóny, dne 14. listopadu 2015, byl Gostisbehere povolán do prvního týmu Flyers, když v utkání proti Carolině Hurricanes zaznamenal hned první bod v National Hockey League (NHL) za asistenci. O tři dny později vstřelil také svou první branku v této soutěži, když překonal amerického gólmana Jonathana Quicka z Los Angeles Kings.
Dne 13. února 2016 v utkání proti New Jersey Devils překonal rekord Kanaďana Barryho Becka v počtu zápasů s alespoň jedním kanadským bodem získaných nováčkem, když alespoň jeden bod získal v jedenáctí zápasech po sobě. Dne 20. února 2016 navýšil tuto sérii na 15 utkání, když vstřelil vítěznou branku v prodloužení utkání s Torontem Maple Leafs. Gostisbehere se tak stal prvním nováčkem v historii NHL, jenž v jedné sezóně vstřelil čtyři vítězné branky v prodloužení. Dne 23. února 2016 je úctyhodná série skončila (zastavila se tedy na 15 zápasech), když mu v utkání s Carolinou nepomohl ani nejvyšší čas na ledě v sezóně (25 minut a 17 sekund).
Svou nováčkovskou sezónu dokončil ziskem 46 bodů v 64 zápasech, byl vybrán do Nováčkovského týmu NHL a skončil na druhém místě o ocenění Calder Memorial Trophy pro nejlepšího nováčka sezóny.

## Statistiky

### Klubové statistiky
| Sezona      | Klub                   | Soutěž      | Základní část | Základní část | Základní část | Základní část | Základní část | Play off | Play off | Play off | Play off | Play off |
| Sezona      | Klub                   | Soutěž      | Z             | G             | A             | B             | TM            | Z        | G        | A        | B        | TM       |
| ----------- | ---------------------- | ----------- | ------------- | ------------- | ------------- | ------------- | ------------- | -------- | -------- | -------- | -------- | -------- |
| 2011/12     | Union Dutchmen         | ECAC        | 41            | 5             | 17            | 22            | 20            | —        | —        | —        | —        | —        |
| 2012/13     | Union Dutchmen         | ECAC        | 36            | 8             | 18            | 26            | 39            | —        | —        | —        | —        | —        |
| 2013/14     | Union Dutchmen         | ECAC        | 42            | 9             | 25            | 34            | 26            | —        | —        | —        | —        | —        |
| 2013/14     | Adirondack Phantoms    | AHL         | 2             | 0             | 0             | 0             | 2             | —        | —        | —        | —        | —        |
| 2014/15     | Lehigh Valley Phantoms | AHL         | 5             | 0             | 5             | 5             | 0             | —        | —        | —        | —        | —        |
| 2014/15     | Philadelphia Flyers    | NHL         | 2             | 0             | 0             | 0             | 0             | —        | —        | —        | —        | —        |
| 2015/16     | Lehigh Valley Phantoms | AHL         | 14            | 2             | 8             | 10            | 6             | —        | —        | —        | —        | —        |
| 2015/16     | Philadelphia Flyers    | NHL         | 64            | 17            | 29            | 46            | 24            | 6        | 1        | 1        | 2        | 4        |
| 2016/17     | Philadelphia Flyers    | NHL         | 76            | 7             | 32            | 39            | 32            | —        | —        | —        | —        | —        |
| 2017/18     | Philadelphia Flyers    | NHL         | 78            | 13            | 52            | 65            | 25            | 6        | 1        | 0        | 1        | 4        |
| 2018/19     | Philadelphia Flyers    | NHL         | 78            | 9             | 28            | 37            | 22            | —        | —        | —        | —        | —        |
| 2019/20     | Philadelphia Flyers    | NHL         | 42            | 5             | 7             | 12            | 20            | 5        | 0        | 2        | 2        | 2        |
| 2019/20     | Lehigh Valley Phantoms | AHL         | 2             | 0             | 1             | 1             | 0             | —        | —        | —        | —        | —        |
| 2020/21     | Philadelphia Flyers    | NHL         | 41            | 9             | 11            | 20            | 6             | —        | —        | —        | —        | —        |
| 2021/22     | Arizona Coyotes        | NHL         | 82            | 14            | 37            | 51            | 26            | —        | —        | —        | —        | —        |
| 2022/23     | Arizona Coyotes        | NHL         | 52            | 10            | 21            | 31            | 28            | —        | —        | —        | —        | —        |
| 2022/23     | Carolina Hurricanes    | NHL         | 23            | 3             | 7             | 10            | 4             | 15       | 0        | 3        | 3        | 6        |
| 2023/24     | Detroit Red Wings      | NHL         | 81            | 10            | 46            | 56            | 16            | —        | —        | —        | —        | —        |
| NHL celkově | NHL celkově            | NHL celkově | 619           | 97            | 270           | 367           | 203           | 32       | 2        | 6        | 8        | 16       |

### Reprezentační statistiky
| 2013            | USA 20                | MSJ             | Zlatá medaile   | 6 | 1 | 1 | 2 | 25 |
| 2016            | Výběr Severní Ameriky | SP              | 5. místo        | 3 | 0 | 4 | 4 | 4  |
| Junioři celkově | Junioři celkově       | Junioři celkově | Junioři celkově | 6 | 1 | 1 | 2 | 25 |
| Senioři celkově | Senioři celkově       | Senioři celkově | Senioři celkově | 3 | 0 | 4 | 4 | 4  |

### Ocenění a úspěchy
| Ocenění                                                                                    | Sezóna / Rok | Ref.   |
| ------------------------------------------------------------------------------------------ | ------------ | ------ |
| Nováčkovský tým v ECAC Hockey                                                              | 2011/12      |        |
| Zařazen do All-Stars týmu na turnaji ECAC Hockey                                           | 2012         | [ 14 ] |
| Druhý tým v ECAC Hockey                                                                    | 2012/13      |        |
| Vybrán do 2. východního týmu Američanů asociací American Hockey Coaches Association (AHCA) | 2012/13      |        |
| První tým v ECAC Hockey                                                                    | 2013/14      | [ 15 ] |
| Vybrán do 1. východního týmu Američanů asociací American Hockey Coaches Association (AHCA) | 2013/14      |        |
| NCAA Division I Men's Ice Hockey Championship                                              | 2014         | [ 16 ] |
| Zařazen do All-Stars týmu na turnaji NCAA                                                  | 2014         |        |
| Zařazen do All-Stars týmu na turnaji ECAC Hockey                                           | 2014         | [ 14 ] |
| Zařazen do All-Stars týmu na turnaji NCAA                                                  | 2014         |        |
| NCAA Frozen Four Most Outstanding Player                                                   | 2014         | [ 17 ] |
| Barry Ashbee Trophy                                                                        | 2015/16      | [ 18 ] |
| Gene Hart Memorial Award                                                                   | 2015/16      | [ 18 ] |
| NHL All-Rookie Team                                                                        | 2015/16      | [ 12 ] |

#### Profily
- Shayne Gostisbehere – statistiky na Hockeydb.com (anglicky)
- Shayne Gostisbehere – statistiky na Elite Prospects (anglicky)
- Shayne Gostisbehere – statistiky na NHL.com